# 브라질 사회민주당
브라질 사회민주당(포르투갈어: Partido da Social Democracia Brasileira)은 브라질의 자유주의 정당이다. 주요 당원으로는 페르난두 엔히키 카르도주 전 브라질 대통령과 2022년 브라질 대통령 선거에서 룰라 다 시우바 후보에게 부통령 후보로 지명된 전 당원 제라우두 아이키민이 있다. 창당 이후 공식 이념은 오랫동안 제3의 길과 사회민주주의였으나 2016년 이후 다소 우경화되었다.